# (14238) d’Artagnan
(14238) d’Artagnan ist ein Asteroid des Hauptgürtels, der am 31. Dezember 1999 vom US-amerikanischen Amateurastronom Charles W. Juels (1944–2009) am Fountain-Hills-Observatorium (IAU-Code 678) in Arizona entdeckt wurde.
Der Asteroid wurde am 9. Mai 2001 nach dem französischen Musketier der Garde Charles de Batz-Castelmore d’Artagnan (* zwischen 1611 und 1615; † 1673) benannt, der unter anderem Alexandre Dumas den Älteren zu dem berühmten Roman Die drei Musketiere und dessen beiden Fortsetzungen inspirierte.